# Mare Nostrum (pel·lícula de 1926)
Mare Nostrum és una pel·lícula muda rodada en 1926 i ambientada en la Primera Guerra Mundial, en la que un mariner espanyol s'hi ven involucrat com a espia. Va ser la primera producció feta en el seu exili voluntari per Rex Ingram i protagonitzada per la seva esposa, Alice Terry. Es basa en la novel·la del mateix nom de Vicente Blasco Ibáñez. Perduda durant molt temps, la pel·lícula ha estat redescoberta i restaurada.

## Argument
Ulysses Ferragut ha crescut des de nen en una família espanyola de llarga tradició marinera, amb un oncle retirat que li explica històries del "Triton" (Apollon the Mighty) i és especialment fascinat per la seva reivindicació d'haver vist la deessa del mar Amfitrite. I malgrat el desig del seu pare advocat, Don Esteban, Ulises es converteix en marí.
Quan és adult (Antonio Moreno) gasta els estalvis de la seva vida en comprar el Mare nostrum, un vaixell de càrrega ràpid i modern i pròsper. Tanmateix, finalment el lliura a la seva esposa, Dona Cinta, pel bé del fill Esteban, i es compromet a vendre la seva nau. Amb l'esclat de la Primera Guerra Mundial, però, canvia de plans degut als enormes beneficis que s'obtenen gràcies a la sobtada demanda d'enviament per vaixell.
En desembarcara Itàlia, Ulysses va visitar les ruïnes de Pompeia i es troba Freya Talberg (Alice Terry) i l'educat Doctor Fedelmann. Aviat s'enamora de Freya (que sembla exacta com el retrat que el seu oncle d'Amfitrite). Encara que ella li informa que és una espia austro-hongaresa (com Fedelmann), Espanya és neutral i el seu ardor no disminueix. Accepta transportar el comte Kaledine a una cita secreta a la Mediterrània. L'U-boot U-35 agafa el combustible del vaixell d'Ulises, i surt amb Kaledine.
Mentrestant, el jove Esteban surt de casa sense permís per trobar el seu pare. Després d'una setmana esperant a Ulises als seus allotjaments, Esteban torna a Barcelona a bord del Califòrnia, un vaixell de passatgers britànic. Tanmateix, el noi és mort quan el California és enfonsat per l' U-35. Ulisses s'assabenta de la dissort del seu fill per un supervivent, i s'adona del seu paper en la tragèdia. Jura venjar al seu fill.
En assabentar-se de la mort, Freya envia a Ulysses una carta que denuncia la barbaritat de l'acte; és interceptada pel doctor Fedelmann. Això, juntament amb l'admissió que Freya s'ha enamorat d'Ulises, convenç a Fedelmann que ja no es pot fiar de la seva subordinada. Envia Freya a Marsella, intentant entregar-la als francesos. Freya sospita força i demana Ulises que s'encarregui de la seguretat a bord del seu vaixell. Ulyses dubta, però una visió del seu fill sacsejant el cap li fa refusar. Més tard, Freya és capturada, condemnada i afusellada a la matinada.
Mentre deixa l'apartament de Freya, Ulysses es troba amb el comte Kaledine. Després d'una breu lluita, persegueix Kaledine pels carrers, reunint una multitud. Kaledine és capturat i detingut.
Aleshores Ulysses utilitza el Mare Nostrum al servei dels aliats, armant el vaixell amb un canó naval, substituint la seva tripulació amb mariners militars francesos i transportant municions a Salònica. Només el seu amic de la familia Caragol refusa deixar-lo. En el viatge, són interceptats per l'U-35. mb el Mare Nostrum torpedinat i enfonsant-se, Ulisses pren el canó de coberta i enfonsa l'  U-35 . Quan Ulisses descendeix a les profunditats de l'oceà, Amfitrite s'aixeca per abraçar-lo i besar-lo.

## Repartiment
- Alice Terry - Freya Talberg
- Antonio Moreno - Ulysses Ferragut
- Apollon (Louis Uni) - The Triton
- Álex Nova - Don Esteban Ferragut
- Kada-Abd-el-Kader - Young Ulysses
- Hughie Mack - Caragol
- Mickey Brantford - Esteban Ferragut
- Mademoiselle Kithnou - Dona Cinta (com Kithnou)
- Rosita Ramírez - Pepita, Ulysses' Niece
- Frédéric Mariotti - Toni, the Mate
- Pâquerette - Doctor Fedelmann (com Mme. Paquerette)
- Fernand Mailly - Comte Kaledine
- Andrews Engelmann – Comandant del submarí (com André von Engelman)

## Producció
El jove Michael Powell va treballar com a maquinista aprenent a la pel·lícula, havent estat presentat pel dissenyador Harry Lachman. La part de The Triton va ser interpretada pel forçut francès Apollon (Louis Uni), reconegut com un dels homes més forts de la història. Inusualment per a una pel·lícula estatunidenca, es va rodar a Europa. El repartiment internacional incloïa Ingram i al fill adoptat de Terry, Kada-Abd-el-Kader, que posteriorment van rebutjar.

## Impacte cultural
Amb efectes especials primitius, aquesta antiga pel·lícula d'espies era la favorita tant d'Ingram com de Terry; ella la consideravat " "l'única pel·lícula que li donava la possibilitat d'actuar". No obstant això, va ser molt reestructurada i subestimada per l'estudi i malgrat les bones crítiques a Anglaterra i França va rebre crítiques mixtes als Estats Units.; Variety la va etiquetar com "incontestablement arrugada."

## Remake sonor
En 1948 es va fer a Espanya una segona versió de Mare Nostrum, aquesta vegada sonora, protagonitzada per Fernando Rey i María Félix, i dirigida per Rafael Gil Álvarez qui anys més tard faria la primera versió en llargmetratge del Quixot.